# Table de constantes mathématiques
Cet article donne une liste de certaines constantes mathématiques, ainsi que des formules, des illustrations et fractions continues de ces constantes. Typiquement, une constante en mathématiques est un nombre réel ou complexe remarquable. À la différence des constantes physiques, les constantes mathématiques sont définies indépendamment de toute mesure physique et la plupart d'entre elles apparaissent dans des contextes divers .

## Légende
- Les abréviations suivantes sont utilisées pour déterminer le ou les domaines d'application des constantes :
  - An : analyse,
  - C : combinatoire,
  - G : général (dans tous les domaines),
  - TCh : théorie du chaos,
  - TI : théorie de l'information,
  - TN : théorie des nombres.
- Les abréviations suivantes sont utilisées pour préciser la nature des constantes :
  - A : nombre algébrique,
  - C : nombre complexe non réel,
  - I : nombre irrationnel,
  - R : nombre rationnel,
  - T : nombre transcendant,
  -  ? : inconnue.
- Fraction continue : dans la forme simple [partie entière ; frac1, frac2, frac3, …], surligné si la fraction est périodique.
- Année : « découverte » de la constante.

Chaque liste est ordonnable en cliquant, au choix, sur : Domaine, Valeur approchée, Nom, Nature, OEIS, Fraction continue, Année.

## Intervalle[0, 1[
Constantes réelles comprises entre 0 et 1.
| Domaine | Valeur approchée | Nom                                                                                              | Graphique | Symbole                                           | Formule | Nature               | OEIS    | Fraction continue                                                      | Année                            |
| ------- | ---------------- | ------------------------------------------------------------------------------------------------ | --------- | ------------------------------------------------- | --- | -------------------- | ------- | ---------------------------------------------------------------------- | -------------------------------- |
| G       | 0                | Zéro                                                                                             |           | 0                                                 | | R                    |         | [0;]                                                                   | Vers le IIIe siècle av. J.-C.    |
| An      | 0,592 633        | Constante de Lehmer                                                                              |           | {\displaystyle \xi }                              | {\displaystyle \cot \left(\sum _{k=0}^{+\infty }(-1)^{k}\operatorname {arccot}(n_{k})\right)} avec {\displaystyle n_{0}=0,\,\forall k\in \mathbb {N} ,\ n_{k+1}=n_{k}^{2}+n_{k}+1} | T ?                  | A030125 | [réf. souhaitée]                                                       |                                  |
|         | 0,286 747        | Constante liée aux couples d'entiers premiers entre eux et sans facteur carré,                   |           |                                                   | {\displaystyle \prod _{p{\text{ premier}}}\left(1-{\frac {3p-2}{p^{3}}}\right)} |                      | A065473 | [0;3,2,19,3,12,1,…] ( A078073)                                         |                                  |
|         | 0,235 711        | Constante de Copeland-Erdős                                                                      |           |                                                   | {\displaystyle \sum _{n=1}^{\infty }{\frac {p_{n}}{10^{n+\sum \limits _{k=1}^{n}\lfloor \log _{10}{p_{k}}\rfloor }}}} | I                    | A033308 | [0;4,4,8,16,18,5,…] ( A030168)                                         |                                  |
| TN      | 0,702 58         | Constante d'Embree-Trefethen                                                                     |           | β*                                                | |                      | A118288 | [0;1,2,2,1,3,5,1,2,6,1,1,5,…][pertinence contestée]                    |                                  |
| An      | 0,874 464        | Somme des inverses des puissances parfaites                                                      |           |                                                   | {\displaystyle \sum _{k=2}^{\infty }\mu (k)(1-\zeta (k))} |                      | A072102 |                                                                        |                                  |
|         | 0,747 597        | Constante de parking de Rényi (de),                                                              |           |                                                   | {\displaystyle \int _{0}^{\infty }\exp \left(-2\int _{0}^{x}{\frac {1-\mathrm {e} ^{-y}}{y}}\,\mathrm {d} y\right)\,\mathrm {d} x=\mathrm {e} ^{-2\gamma }\int _{0}^{\infty }{\frac {\mathrm {e} ^{2\operatorname {Ei} (-x)}}{x^{2}}}\,\mathrm {d} x} (Ei = exponentielle intégrale)                                                                                              |                      | A050996 | [0;1,2,1,25,3,1,2,1,1,12,1,2,1,1,3,1,2,1,43,…][pertinence contestée]   | 1958                             |
|         | 0,207 879        | i puissance i                                                                                    |           | i                                                 | {\displaystyle \mathrm {e} ^{-\pi /2}} | T                    | A049006 | [0;4,1,4,3,1,1,…] ( A049007)                                           | 1746                             |
|         | 0,340 537        | Constante de marche aléatoire de Pólya                                                           |           | p(3)                                              | {\displaystyle 1-\!\!\left({3 \over (2\pi )^{3}}\int _{-\pi }^{\pi }\int _{-\pi }^{\pi }\int _{-\pi }^{\pi }{\mathrm {d} x\,\mathrm {d} y\,\mathrm {d} z \over 3-\cos x-\cos y-\cos z}\right)^{-1}} {\displaystyle =1-16{\sqrt {\tfrac {2}{3}}}\;\pi ^{3}\left(\Gamma ({\tfrac {1}{24}})\Gamma ({\tfrac {5}{24}})\Gamma ({\tfrac {7}{24}})\Gamma ({\tfrac {11}{24}})\right)^{-1}} |                      | A086230 | [0;2,1,14,1,3,8,1,5,2,7,1,12,1,5,59,1,1,1,3,…][pertinence contestée]   |                                  |
| TN      | 0,110 001        | Constante de Liouville                                                                           |           |                                                   | {\displaystyle \sum _{n=1}^{\infty }{\frac {1}{10^{n!}}}} | T                    | A012245 | [0;9,11,99,1,10,9,999999999999,1,8,…] ( A058304)                       |                                  |
|         | 0,596 347        | Constante de Gompertz,                                                                           |           | δ                                                 | {\displaystyle \int _{0}^{\infty }{\frac {\mathrm {e} ^{-t}}{1+t}}\,\mathrm {d} t={\frac {1\mid }{\mid 1}}+{\frac {1\mid }{\mid 1}}+{\frac {1\mid }{\mid 1}}+{\frac {2\mid }{\mid 1}}+{\frac {2\mid }{\mid 1}}+{\frac {3\mid }{\mid 1}}+{\frac {3\mid }{\mid 1}}+{\frac {4\mid }{\mid 1}}+{\frac {4\mid }{\mid 1}}+\dots } (fraction continue généralisée)                        | I                    | A073003 | [0;1,1,2,10,1,1,4,2,2,13,2,4,1,32,4,8,1,1,1,…][réf. souhaitée]         |                                  |
|         | 0,955 316        | Angle magique                                                                                    |           | arccos1/√3                                        | arctan√2 | T                    | A195696 | [0;1,21,2,1,1,1,2,1,2,2,4,1,2,9,1,2,1,1,1,3,…][réf. souhaitée]         |                                  |
|         | 0,788 530        | Logarithme de l'analogue de la constante de Khintchine pour la représentation en série de Lüroth |           |                                                   | {\displaystyle \sum _{k\geq 2}{\frac {\ln k}{k(k+1)}}=\sum _{k\geq 2}-{\frac {\ln(1-1/k)}{k}}=\sum _{k\geq 2,n\geq 1}{\frac {1}{nk^{n+1}}}=\sum _{n\geq 1}{\frac {\zeta (n+1)-1}{n}}} |                      | A085361 | [0;1,3,1,2,1,2,4,1,127,1,2,2,1,3,8,1,1,2,1,16,…][pertinence contestée] |                                  |
|         | 0,989 431        | Constante liée à l'estimation asymptotique des constantes de Lebesgue Ln en théorie de Fourier   |           |                                                   | {\displaystyle \lim \left(\rho _{n}-{\frac {4}{\pi ^{2}}}\ln(2n+1)\right)={\frac {4}{\pi ^{2}}}\!\left(\sum _{k=1}^{\infty }{\frac {2\ln k}{4k^{2}-1}}-{\frac {\Gamma '(1/2)}{\Gamma (1/2)}}\right)} |                      | A243277 | [0;1,93,1,1,1,1,1,1,1,7,1,12,2,15,1,2,7,2,1,5,…][pertinence contestée] |                                  |
|         | 0,373 955        | Constante d'Artin                                                                                |           | A                                                 | {\displaystyle \prod _{p{\text{ premier}}}\left(1-{\frac {1}{p(p-1)}}\right)} |                      | A005596 | [0;2,1,2,14,1,1,2,3,5,1,3,1,5,1,1,2,3,5,46,…][pertinence contestée]    | 1927                             |
|         | 0,834 626        | Constante de Gauss                                                                               |           | G                                                 | Inverse de la moyenne arithmético-géométrique de 1 et de √2 | T                    | A014549 | [0;1,5,21,3,4,14,…] ( A053002)                                         | 30 mai 1799                      |
| TN      | 0,809 394        | Constante d'Alladi-Grinstead,                                                                    |           |                                                   | C/e, où C est l'analogue de la constante de Khintchine pour la représentation de Lüroth |                      | A085291 | [0;1,4,4,17,4,3,2,5,3,1,1,1,1,6,1,1,2,1,22,…][pertinence contestée]    | 1977                             |
| TI      | 0,007 874 996    | Oméga de Chaitin                                                                                 |           | Ω                                                 | {\displaystyle \sum _{p{\text{ programme qui s'arrête}}}2^{-{\text{taille de }}p}} | T                    | A100264 | [0;126,1,62,5,5,3,3,21,1,4,1,…][réf. souhaitée]                        | 1975                             |
|         | 0,123 456        | Constante de Champernowne                                                                        |           | C10                                               | {\displaystyle \sum _{n=1}^{\infty }\sum _{k=10^{n-1}}^{10^{n}-1}{\frac {k}{10^{kn-9\sum _{j=0}^{n-1}10^{j}(n-j-1)}}}} | T                    | A033307 | [0;8,9,1,149083,1,1,…] ( A030167)                                      | 1933                             |
| C, TN   | 0,624 329        | Constante de Golomb-Dickman,                                                                     |           | λ                                                 | {\displaystyle \int _{1}^{\infty }{\frac {\rho (t-1)\,\mathrm {d} t}{t^{2}}}=\int _{0}^{1}\mathrm {e} ^{\operatorname {li} (t)}\,\mathrm {d} t} (ρ = fonction de Dickman, li = logarithme intégral) |                      | A084945 | [0;1,1,1,1,1,22,…]                                                     | 1930 (Dickman) et 1964 (Golomb)  |
| An      | 0,567 143        | Constante oméga                                                                                  |           | Ω                                                 | W0(1) | T                    | A030178 | [0;1,1,3,4,2,10,…] ( A019474)                                          |                                  |
| TN      | 0,764 223        | Constante de Landau-Ramanujan                                                                    |           | K                                                 | {\displaystyle {\frac {1}{\sqrt {2}}}\prod _{p{\text{ premier}}\equiv 3{\bmod {4}}}\left(1-{\frac {1}{p^{2}}}\right)^{-1/2}} | I ?[réf. nécessaire] | A064533 | [0;1,3,4,6,1,15,…] ( A125776)                                          | 1908                             |
| TN      | 0,353 236        | Limite de la suite des constantes de Hafner-Sarnak-McCurley                                      |           |                                                   | {\displaystyle \prod _{p{\text{ premier}}}\left\{1-\left[1-\prod _{n\geq 1}(1-p^{-n})\right]^{2}\right\}} |                      | A085849 | [0;2,1,4,1,10,1,8,1,4,1,2,1,2,1,2,6,1,1,1,3,…][pertinence contestée]   | 1993                             |
|         | 0,643 410        | Constante de Cahen                                                                               |           |                                                   | {\displaystyle \sum _{k=1}^{\infty }{\frac {(-1)^{k}}{s_{k}-1}}} où (sk) est la suite de Sylvester | T                    | A118227 | [0;1,1,1,4,9,196,…] ( A006280)                                         | 1891                             |
|         | 0,662 743        | Constante limite de Laplace                                                                      |           | {\displaystyle \lambda }                          | {\displaystyle \lambda \;\mathrm {e} ^{\sqrt {1+\lambda ^{2}}}=1+{\sqrt {1+\lambda ^{2}}}} | T                    | A033259 | [0;1,1,1,27,1,1,…] ( A033260)                                          | Vers 1782[réf. souhaitée]        |
| C       | 0,303 663        | Constante de Gauss-Kuzmin-Wirsing                                                                |           | λ                                                 | {\displaystyle \lim _{n\to \infty }{\frac {F_{n}(x)-\log _{2}(1+x)}{(-\lambda )^{n}}}=\Psi (x)}, où Fn est la fonction de répartition de la loi de Gauss-Kuzmin et Ψ est une fonction analytique nulle en 0 et 1. |                      | A038517 | [0;3,3,2,2,3,13,…] ( A007515)                                          | 1974                             |
| An      | 0,280 169        | Constante de Bernstein,                                                                          |           | β                                                 | {\displaystyle \lim _{n\to \infty }2n\cdot \mathrm {d} (\|\cdot \|,\mathbb {R} _{2n}[X])} pour la norme uniforme sur {\displaystyle [-1,1]}. |                      | A073001 | [0;3,1,1,3,9,6,3,1,3,14,34,2,1,1,60,2,2,1,1,…][pertinence contestée]   | 1913                             |
| G, TN   | 0,577 215        | Constante d'Euler-Mascheroni                                                                     |           | γ                                                 | {\displaystyle \sum _{k=1}^{\infty }\left[{\frac {1}{k}}-\ln \left(1+{\frac {1}{k}}\right)\right]} et nombreuses autres formules | ?                    | A001620 | [0;1,1,2,1,2,1,…] ( A002852)                                           | 1735                             |
|         | 0,661 707        | Constante de Robbins                                                                             |           |                                                   | {\displaystyle {\frac {4+17{\sqrt {2}}-6{\sqrt {3}}-7\pi }{105}}+{\frac {\ln(1+{\sqrt {2}})}{5}}+{\frac {2\ln(2+{\sqrt {3}})}{5}}} |                      | A073012 | [0;1,1,1,21,1,2,1,4,10,1,2,2,1,3,11,1,331,1,…][pertinence contestée]   | 1978                             |
| TN      | 0,261 497        | Constante de Meissel-Mertens                                                                     |           | M                                                 | {\displaystyle \lim \left(\sum _{p{\text{ premier}}\leq n}{\frac {1}{p}}-\ln \ln n\right)} |                      | A077761 | [0;3,1,4,1,2,5,…] ( A230767)                                           | 1866 (Meissel) et 1873 (Mertens) |
| TN      | 0,870 588        | Constante de Brun pour les quadruplets                                                           |           | B4                                                | {\displaystyle \sum _{p,\,p+2,\,p+6{\text{ et }}p+8{\text{ premiers}}}\left({\frac {1}{p}}+{\frac {1}{p+2}}+{\frac {1}{p+6}}+{\frac {1}{p+8}}\right)} |                      | A213007 | [0;1,6,1,2,1,2,956,…][réf. nécessaire]                                 |                                  |
|         | 0,474 949        | Constante de Weierstrass                                                                         |           | σ(1 \| 1, i)/2                                    | {\displaystyle 2^{5/4}{\sqrt {\pi }}\,\mathrm {e} ^{\pi /8}\left(\Gamma (1/4)\right)^{-2}} | T                    | A094692 | [0;2,9,2,11,1,6,1,4,6,3,19,9,217,1,2,4,8,6,…][réf. souhaitée]          | 1872 ?                           |
|         | 0,5              | Un demi                                                                                          |           | 1/2                                               | | R                    |         | [0;2]                                                                  |                                  |
|         | 0,783 430        | 2de intégrale du « rêve du deuxième année »                                                      |           | {\displaystyle \int _{0}^{1}x^{x}\,\mathrm {d} x} | {\displaystyle -\sum _{n=1}^{\infty }(-n)^{-n}} |                      | A083648 | [0;1,3,1,1,1,1,1,1,2,4,7,2,1,2,1,1,1,2,1,14,…][pertinence contestée]   | 1697                             |
| TN      | 0,660 161        | Constante des nombres premiers jumeaux                                                           |           | C2                                                | {\displaystyle \prod _{p{\text{ premier}}>2}{\frac {p(p-2)}{(p-1)^{2}}}} |                      | A005597 | [0;1,1,1,16,2,2,2,2,1,18,2,2,11,1,1,2,4,1,…][pertinence contestée]     | 1922                             |
|         | 0,693 147        | Logarithme népérien de deux                                                                      |           | ln(2)                                             | Nombreuses formules | T                    | A002162 | [0;1,2,3,1,6,3,…] ( A016730)                                           |                                  |
|         | 0,697 774        |                                                                                                  |           |                                                   | I1(2)/I0(2) | T                    | A052119 | [0;1,2,3,4,5,6,…]                                                      |                                  |
| C       | 0,915 965        | Constante de Catalan                                                                             |           | K                                                 | β(2) et nombreuses autres formules | I ?                  | A006752 | [0;1,10,1,8,1,88,4,1,1,7,22,1,2,3,26,1,11,…][pertinence contestée]     | 1864                             |
| TN      | 0,331 754        | Constante des nombres premiers brésiliens                                                        |           |                                                   | Somme des inverses des nombres premiers brésiliens |                      | A306759 |                                                                        | 2010                             |
|         | 0,187 859        | Constante de Marvin Ray Burns,                                                                   |           |                                                   | {\displaystyle \sum _{n=1}^{\infty }(-1)^{n}({\sqrt[{n}]{n}}-1)} |                      | A037077 | [0;5,3,10,1,1,4,…] ( A248660)                                          | 1999                             |
| An      | 0,739 085        | Nombre de Dottie                                                                                 |           |                                                   | Unique solution réelle de {\displaystyle \cos x=x} | T                    | A003957 | [0 ; 1, 2, 1, 4, 1, 40, 1, 9] ( A177413)                               |                                  |
| TN      | 0,086 071 332 0  | Constante d'Erdős-Tenenbaum-Ford                                                                 |           | {\displaystyle \delta }                           | {\displaystyle 1-{\frac {1+\log \log 2}{\log 2}}} |                      | A074738 |                                                                        |                                  |

## Intervalle[1, 2[
Constantes réelles comprises entre 1 et 2.
| Domaine | Valeur approchée | Nom                                                                 | Graphique | Symbole                                            | Formule | Nature              | OEIS    | Fraction continue                                                      | Année                     |
| ------- | ---------------- | ------------------------------------------------------------------- | --------- | -------------------------------------------------- | --- | ------------------- | ------- | ---------------------------------------------------------------------- | ------------------------- |
| G       | 1                | Un                                                                  |           | 1                                                  | | R                   |         | [1;]                                                                   |                           |
| An      | 1,611 115        | Constante des factorielles exponentielles                           |           |                                                    | {\displaystyle 1+1+1/2+1/{3^{2}}+1/4^{3^{2}}+\cdots } | T                   | A080219 |                                                                        |                           |
|         | 1,117 864        | Constante de Goh-Schmutz                                            |           |                                                    | {\displaystyle \int _{0}^{\infty }{\frac {\ln(s+1)}{\mathrm {e} ^{s}-1}}\,\mathrm {d} s=}{\displaystyle -\sum _{n=1}^{\infty }{\frac {\mathrm {e} ^{n}}{n}}\operatorname {Ei} (-n)} (Ei = exponentielle intégrale)                                      |                     | A143300 | [1;8,2,15,2,7,2,1,1,1,1,2,3,5,3,5,1,1,4,13,1,…][pertinence contestée]  | 1991                      |
|         | 1,226 742        | Constante factorielle de Fibonacci                                  |           |                                                    | {\displaystyle \prod _{n=1}^{\infty }\left(1-\left(-{\frac {1}{\varphi ^{2}}}\right)^{n}\right)} |                     | A062073 | [1;4,2,2,3,2,15,…] ( A062072)                                          |                           |
|         | 1,261 859        | Dimension fractale du flocon de Koch                                |           | ln 4/ln 3                                          | {\displaystyle {\frac {\ln {\frac {1}{4}}}{\ln {\frac {1}{3}}}}}, puis développement en série du logarithme | T                   | A100831 | [1;3,1,4,1,1,11,1,46,1,5,112,1,1,1,1,1,3,1,7,…][réf. souhaitée]        |                           |
|         | 1,772 453        | Racine carrée de π                                                  |           | √π                                                 | Γ(1/2), intégrale de Gauss | T                   | A002161 | [1;1,3,2,1,1,6,…] ( A058280)                                           |                           |
|         | 1,584 962        | Dimension de Hausdorff du triangle de Sierpiński                    |           | log2(3)                                            | {\displaystyle {\frac {\ln 3}{\ln 2}}={\frac {\ln {\frac {1}{3}}}{\ln {\frac {1}{2}}}}}, puis développement en série du logarithme | T                   | A020857 | [1;1,1,2,2,3,1,…] ( A028507)                                           |                           |
|         | 1,156 362        | Constante de récurrence cubique                                     |           | σ3                                                 | {\displaystyle \prod _{n=1}^{\infty }n^{3^{-n}}={\sqrt[{3}]{1{\sqrt[{3}]{2{\sqrt[{3}]{3{\sqrt[{3}]{4\cdots }}}}}}}}} (radical imbriqué) |                     | A123852 | [1;6,2,1,1,8,13,1,3,2,2,6,2,1,2,1,1,1,10,33,…][pertinence contestée]   |                           |
|         | 1,661 687        | Constante de récurrence quadratique                                 |           | σ                                                  | {\displaystyle \prod _{n=1}^{\infty }n^{2^{-n}}={\sqrt {1{\sqrt {2{\sqrt {3{\sqrt {4\cdots }}}}}}}}} (radical imbriqué) |                     | A112302 |                                                                        |                           |
|         | 1,059 463        | Intervalle d'un demi-ton dans la gamme tempérée                     |           | 21/12                                              | | A                   | A010774 | [1;16,1,4,2,7,1,…] ( A103922)                                          |                           |
| C       | 1,098 685        | Constante de Lengyel                                                |           | Λ                                                  | |                     | A086053 |                                                                        | 1992                      |
| TN      | 1,306 377        | Constante de Mills                                                  |           | θ                                                  | {\displaystyle \forall n\in \mathbb {N} ^{*}\quad \lfloor \theta ^{3^{n}}\rfloor {\text{ est premier}}} | ?                   | A051021 | [1;3,3,1,3,1,2,…] ( A123561)                                           | 1947                      |
| TN      | 1,705 211        | Constante de Niven                                                  |           |                                                    | {\displaystyle 1+\sum _{n=2}^{\infty }\left(1-{\frac {1}{\zeta (n)}}\right)} |                     | A033150 | [1;1,2,2,1,1,4,…] ( A033151)                                           | 1969                      |
|         | 1,187 452        | Constante de Foiaș                                                  |           |                                                    | |                     | A085848 | [1;5,2,1,81,3,2,2,1,1,1,1,1,6,1,1,3,1,1,4,3,2,…][pertinence contestée] | 2000                      |
|         | 1,745 405        | Variante de la constante de Khintchine, pour la moyenne harmonique, |           | K–1                                                | {\displaystyle {\frac {\ln 2}{\sum _{n\geq 1}{\frac {1}{n}}\ln {\frac {(n+1)^{2}}{n(n+2)}}}}} |                     | A087491 | [1;1,2,1,12,1,5,1,5,13,2,13,2,1,9,1,6,1,3,1,…][pertinence contestée]   |                           |
|         | 1,851 937        | Constante de Gibbs                                                  |           | Si(π)                                              | Voir la définition et le développement en série de la fonction Si (sinus intégral) |                     | A036792 | [1;1,5,1,3,15,1,…] ( A036790)                                          |                           |
|         | 1,523 627        | Dimension fractale de la frontière de la courbe du dragon           |           |                                                    | {\displaystyle \log _{2}{\frac {1+{\sqrt[{3}]{73-6{\sqrt {87}}}}+{\sqrt[{3}]{73+6{\sqrt {87}}}}}{3}}} | T                   | A272031 | [1;1,1,10,12,2,1,149,1,1,1,3,11,1,3,17,4,1,…][réf. souhaitée]          |                           |
|         | 1,014 941        | Constante de Gieseking                                              |           | G                                                  | Cl2(π/3) = 3/2Cl2(2π/3) |                     | A143298 | [1;66,1,12,1,2,1,4,2,1,3,3,1,4,1,56,2,2,11,…][pertinence contestée]    | 1912[réf. souhaitée]      |
|         | 1,259 921        | Constante délienne, liée à la duplication du cube                   |           | 3√2                                                | | A                   | A002580 | [1;3,1,5,1,1,4,…] ( A002945)                                           | -430                      |
| TN      | 1,131 988        | Constante de Viswanath                                              |           |                                                    | | T ?[réf. souhaitée] | A078416 | [1;7,1,1,2,1,3,2,1,2,1,…][réf. nécessaire]                             | 1997                      |
| TN      | 1,467 078        | Constante de Porter,                                                |           |                                                    | {\displaystyle {\frac {6\ln 2}{\pi ^{2}}}\left(3\ln 2+4\gamma -{\frac {24}{\pi ^{2}}}\,\zeta '(2)-2\right)-{\frac {1}{2}}} γ = constante d'Euler-Mascheroni, ζ' = dérivée de zêta, ζ'(2) ≈ –0,9375                                                      |                     | A086237 | [1;2,7,10,1,2,38,5,4,1,4,12,5,1,5,1,2,3,1,…][pertinence contestée]     | 1975                      |
|         | 1,456 074        | Constante de Backhouse                                              |           | B                                                  | {\displaystyle \lim \left\|{\frac {q_{k+1}}{q_{k}}}\right\|{\text{ où }}\sum _{k=0}^{\infty }q_{k}X^{k}={\frac {1}{1+\sum _{n=1}^{\infty }p_{n}X^{n}}}} (pn = le n-ième nombre premier)                                                                 |                     | A072508 | [1;2,5,5,4,1,1,…] ( A074269)                                           | 1995                      |
| G       | 1,414 213        | Racine carrée de 2                                                  |           | √2                                                 | Voir « Développements de √2 en série et produit infini » | A                   | A002193 | [1;2] ( A040000)                                                       | Avant -800                |
|         | 1,303 577        | Constante de Conway                                                 |           | λ                                                  | Racine réelle positive du polynôme de Conway | A                   | A014715 | [1;3,3,2,2,54,5,…] ( A014967)                                          | 1987                      |
| TN      | 1,186 569        | Logarithme de la constante de Lévy                                  |           | ln(γ)                                              | π2/12 ln(2) |                     | A100199 | [1;5,2,1,3,1,1,28,18,16,3,2,6,2,6,1,1,5,5,9,…][pertinence contestée]   | 1935                      |
| TN      | 1,451 369        | Constante de Ramanujan-Soldner                                      |           | μ                                                  | li(μ) = 0 | ?                   | A070769 | [1;2,4,1,1,1,3,…] ( A099803)                                           |                           |
|         | 1,381 356        | « beta », l'une des constantes polynomiales de Kneser-Mahler        |           | β                                                  | {\displaystyle \mathrm {e} ^{\mathrm {G} /\pi }} où G est la constante de Gieseking |                     | A242710 | [1;2,1,1,1,1,1,4,1,139,2,1,3,5,16,2,1,1,7,2,1,…][pertinence contestée] | 1963                      |
|         | 1,435 991        | 1re constante de Lebesgue en théorie de Fourier                     |           | L1                                                 | {\displaystyle {\frac {2{\sqrt {3}}}{\pi }}+{\frac {1}{3}}} | T                   | A226654 | [1;2,3,2,2,6,1,1,1,1,4,1,7,1,1,1,2,1,3,1,2,1,1,…][réf. souhaitée]      | Vers 1902[réf. souhaitée] |
| TN      | 1,902 160        | Constante de Brun ; somme des inverses des nombres premiers jumeaux |           | B2                                                 | {\displaystyle \sum _{p{\text{ et }}p+2{\text{ premiers}}}\left({\frac {1}{p}}+{\frac {1}{p+2}}\right)} |                     | A065421 | [1;1,9,4,1,1,8,3,4,…][réf. nécessaire]                                 | 1919                      |
|         | 1,282 427        | Constante de Glaisher-Kinkelin                                      |           | A                                                  | {\displaystyle \mathrm {e} ^{{\frac {1}{12}}-\zeta ^{\prime }(-1)}} |                     | A074962 | [1;3,1,1,5,1,1,1,3,…]                                                  | 1878                      |
|         | 1,291 285        | 1re intégrale du « rêve du deuxième année »                         |           | {\displaystyle \int _{0}^{1}x^{-x}\,\mathrm {d} x} | {\displaystyle \sum _{n=1}^{\infty }n^{-n}} |                     | A073009 | [1;3,2,3,4,3,1,2,1,1,6,7,2,5,3,1,2,1,8,1,2,4,…][pertinence contestée]  | 1697                      |
|         | 1,202 056        | Constante d'Apéry                                                   |           | ζ(3)                                               | Nombreuses formules | I                   | A002117 | [1;4,1,18,1,1,1,…] ( A013631)                                          | 1979                      |
|         | 1,233 700        | Constante de Favard d'indice 2                                      |           | K2                                                 | 3ζ(2)/4 = π2/8 | T                   | A111003 | [1;4,3,1,1,2,2,5,1,1,1,1,2,1,2,1,10,4,3,1,1,…][réf. souhaitée]         |                           |
| C       | 1,539 600        | Constante du modèle de glace carré de Lieb,                         |           | W2                                                 | {\displaystyle {\frac {8}{3{\sqrt {3}}}}=\lim {f_{n}^{1/n^{2}}}}, où fn est le nombre d'orientations eulériennes du réseau toroïdal n×n | A                   | A118273 | [1;1,1,5,1,4,2,1,6,1,6,1,2,4,1,5,1,1,2]                                | 1967                      |
|         | 1,644 934        | zêta(2)                                                             |           | ζ(2)                                               | {\displaystyle {\frac {\pi ^{2}}{6}}=\prod _{p{\text{ premier}}}{\frac {1}{1-{\frac {1}{p^{2}}}}}=\sum _{n=1}^{\infty }{\frac {1}{n^{2}}}=2\sum _{n=1}^{\infty }{\frac {(-1)^{n+1}}{n^{2}}}={\frac {4}{3}}\sum _{n=0}^{\infty }{\frac {1}{(2n-1)^{2}}}} | T                   | A013661 | [1;1,1,1,4,2,4,…] ( A013679)                                           |                           |
|         | 1,444 667        | Solution du problème de Steiner, : maximum de x1/x                  |           | e1/e                                               | Maximum de la tétration |                     | A073229 | [1;2,4,55,27,1,1,…] ( A084574)                                         |                           |
| TN      | 1,606 695        | Constante d'Erdős-Borwein                                           |           | E                                                  | {\displaystyle \sum _{n=1}^{\infty }{\frac {1}{2^{n}-1}}} | I                   | A065442 | [1;1,1,1,1,5,2,…] ( A038631)                                           | 1948                      |
| G       | 1,618 033        | Nombre d'or                                                         |           | φ                                                  | (1 + √5)/2 ; {\displaystyle \varphi ^{2}=1+\varphi } | A                   | A001622 | [1] ( A000012)                                                         | Vers -300                 |
| G       | 1,732 050        | Racine carrée de 3                                                  |           | √3                                                 | | A                   | A002194 | [1;1,2] ( A040001)                                                     | Avant -800                |
|         | 1,757 932        | « Constante des racines imbriquées »                                |           |                                                    | {\displaystyle {\sqrt {1+{\sqrt {2+{\sqrt {3+\dots }}}}}}} |                     | A072449 | [1;1,3,7,1,1,1,…] ( A072450)                                           |                           |
| G       | 1,324 717        | Nombre plastique                                                    |           | ψ                                                  | {\displaystyle {\sqrt[{3}]{1+\!{\sqrt[{3}]{1+\!{\sqrt[{3}]{1+\cdots }}}}}}=\textstyle {\sqrt[{3}]{{\frac {1}{2}}+\!{\sqrt {\frac {23}{108}}}}}+\!{\sqrt[{3}]{{\frac {1}{2}}-\!{\sqrt {\frac {23}{108}}}}}}                                              | A                   | A060006 | [1;3,12,1,1,3,2,…] ( A072117)                                          | 1928                      |
| C       | 1,787231650      | Constante de Komornik-Loreti                                        |           | q                                                  | {\displaystyle 1=\sum _{n=1}^{\infty }{\frac {t_{k}}{q^{k}}}}, où {\displaystyle t_{k}} est la parité du nombre de 1 dans la représentation binaire de {\displaystyle k}.                                                                               | T                   | A055060 |                                                                        | 1998                      |
| C       | 1,847 759        | Constante de connectivité du réseau hexagonal                       |           | {\displaystyle \mu }                               | {\displaystyle {\sqrt {2+{\sqrt {2}}}}=2\cos {\frac {\pi }{8}}} | A                   | A179260 |                                                                        | 2010                      |
| G       | 1,839 287        | Constante de Tribonacci                                             |           | {\displaystyle \tau }                              | {\displaystyle {\frac {1+{\sqrt[{3}]{19+3{\sqrt {33}}}}+{\sqrt[{3}]{19-3{\sqrt {33}}}}}{3}}} ; {\displaystyle \tau ^{3}=1+\tau +\tau ^{2}} | A                   | A058265 |                                                                        |                           |

## Intervalle[2, +∞[
Constantes réelles supérieures à 2.
| Domaine | Valeur approchée | Nom                                    | Graphique | Symbole               | Formule | Nature               | OEIS    | Fraction continue                                                    | Année                                             |
| ------- | ---------------- | -------------------------------------- | --------- | --------------------- | --- | -------------------- | ------- | -------------------------------------------------------------------- | ------------------------------------------------- |
| An      | 3,359 886        | Constante inverse de Fibonacci         |           | {\displaystyle \psi } | {\displaystyle \psi =\sum _{k=1}^{\infty }{\frac {1}{F_{k}}}={\frac {1}{1}}+{\frac {1}{1}}+{\frac {1}{2}}+{\frac {1}{3}}+\cdots }                                                                                      | I                    | A079586 | {\displaystyle [3;2,1,3,1,1,13,2,3,3,2,1,1,6,3,2,4,362,\dots ]}      | 1989 (irrationalité)                              |
| G       | 2                | Deux                                   |           | 2                     | | R                    |         | [2;]                                                                 |                                                   |
|         | 2,094 551        | Constante de Wallis                    |           |                       | {\displaystyle {\sqrt[{3}]{{\frac {5}{2}}+{\sqrt {\frac {643}{108}}}}}+{\sqrt[{3}]{{\frac {5}{2}}-{\sqrt {\frac {643}{108}}}}}}                                                                                        | A                    | A007493 | [2;10,1,1,2,1,3,…] ( A058297)                                        |                                                   |
|         | 36,462 159       | π puissance π                          |           | π                     | | T ?                  | A073233 | [36;2,6,9,2,1,2,…] ( A159824)                                        |                                                   |
|         | 15,154 262       | Exponentielle de e                     |           | e                     | {\displaystyle \sum _{n=0}^{\infty }{\frac {\mathrm {e} ^{n}}{n!}}=}{\displaystyle \lim _{n\to \infty }\left({\frac {1+n}{n}}\right)^{n^{-n}(1+n)^{1+n}}}                                                              |                      | A073226 | [15;6,2,13,1,3,6,…] ( A064107)                                       |                                                   |
|         | 3,246 979        | 7e constante de Beraha,                |           |                       | 2 + 2 cos(2π/7) | A                    | A116425 | [3;4,20,2,3,1,6,10,5,2,2,1,2,2,1,18,1,1,3,2,…][réf. souhaitée]       |                                                   |
|         | 23,103 447       | Variante pour 0 de la série de Kempner |           |                       | Somme des inverses des entiers (≥ 1) ne contenant pas de zéro dans leur développement décimal |                      | A082839 | [23;9,1,2,3244,1,1,5,1,2,2,8,3,1,1,6,1,84,1,…][pertinence contestée] |                                                   |
|         | 2,826 419        | Constante de Murata,                   |           |                       | {\displaystyle \prod _{p{\text{ premier}}}\left(1+{\frac {1}{(p-1)^{2}}}\right)} | T ?[réf. nécessaire] | A065485 | [2;1,4,1,3,5,2,…] ( A078072)                                         |                                                   |
|         | 2,236 067        | Racine carrée de 5                     |           | √5                    | {\displaystyle 1+4\sin {\frac {\pi }{10}}} | A                    | A002163 | [2;4]                                                                |                                                   |
|         | 3,625 609        | Gamma(1/4)                             |           | Γ(1/4)                | {\displaystyle (2\pi )^{\frac {3}{4}}{\sqrt {\mathrm {G} }}}, où G est la constante de Gauss | T                    | A068466 | [3;1,1,1,2,25,4,…] ( A068153)                                        | 1729[réf. souhaitée]                              |
|         | 2,625 × 1017     | Constante de Ramanujan                 |           | eπ√163                | | T                    | A060295 | [262537412640768743;1,1333462407511,1,8,…] ( A058292)                | 1859                                              |
|         | 4,532 360        | Constante de van der Pauw (en)         |           | π/ln(2)               | | I                    | A163973 | [4;1,1,7,4,2,3,3,1,4,1,1,4,7,2,3,3,12,2,1,…][réf. souhaitée]         |                                                   |
| An      | 2,622 057        | Constante de la lemniscate             |           | L/2                   | {\displaystyle \pi G={\frac {\left[\Gamma ({\tfrac {1}{4}})\right]^{2}}{2{\sqrt {2\pi }}}}=2\int _{0}^{1}{\frac {{\rm {d}}x}{\sqrt {1-x^{4}}}}={\sqrt {2}}\int _{0}^{\infty }{\frac {\mathrm {d} x}{\sqrt {1+x^{4}}}}} | T                    | A062539 | [2;1,1,1,1,1,4,…] ( A062540)                                         | 1718 ? 1798 ?[réf. souhaitée]                     |
| An      | 2,807 770        | Constante de Fransén-Robinson          |           | F                     | {\displaystyle \int _{0}^{+\infty }{\frac {\mathrm {d} x}{\Gamma (x)}}} |                      | A058655 | [2;1,4,4,1,18,5,…] ( A046943)                                        | 1978                                              |
| G, An   | 2,718 281        | Nombre e                               |           | e                     | exp(1) | T                    | A001113 | [2;1,2n,1], n ∈ ℕ* ( A003417)                                        | 1618                                              |
|         | 2,584 981        | Constante de Sierpiński                |           | K                     | {\displaystyle \pi \left(2\gamma +2\ln 2+3\ln \pi -4\ln \Gamma (1/4)\right)} |                      | A062089 | [2;1,1,2,2,3,1,…] ( A062083)                                         | 1907                                              |
| TCh     | 4,669 201        | Constante δ de Feigenbaum              |           | δ                     | {\displaystyle \lim {\frac {\mu _{n+1}-\mu _{n}}{\mu _{n+2}-\mu _{n+1}}},\quad x_{k+1}=f(x_{k},\mu )} |                      | A006890 | [4;1,2,43,2,163,2,…] ( A159766)                                      | 1975                                              |
| TCh     | 2,502 907        | Constante α de Feigenbaum              |           | α                     | {\displaystyle \lim {\frac {d_{n}}{d_{n+1}}}} |                      | A006891 | [2;1,1,85,2,8,1,…] ( A159767)                                        | 1979                                              |
| G, An   | 3,141 593        | Pi                                     |           | π                     | Nombreuses formules | T                    | A000796 | [3;7,15,1,292,1,1,…] ( A001203)                                      | vers -250 / Avant 2000 av. J.-C.[réf. nécessaire] |
|         | 2,665 144        | Constante de Gelfond-Schneider         |           | 2√2                   | | T                    | A007507 | [2;1,1,1,72,3,4,…] ( A062979)                                        |                                                   |
|         | 2,295 587        | Constante parabolique universelle      |           |                       | ln(1 + √2) + √2 | T                    | A103710 | [2;3,2,1,1,1,1,3,3,1,1,4,2,3,2,7,1,6,1,8,…][réf. souhaitée]          |                                                   |
|         | 3,302 775        | Nombre de bronze                       |           |                       | (3 + √13)/2 | A                    | A098316 | [3]                                                                  |                                                   |
|         | 4,132 731        | Racine carrée de 2eπ                   |           | √2eπ                  | |                      | A019633 | [4;7,1,1,6,1,5,1,1,1,8,3,1,2,2,15,2,1,1,2,4,…][pertinence contestée] |                                                   |
|         | 2,506 628        | Racine carrée de 2π                    |           | √2π                   | {\displaystyle \lim _{n\to \infty }{\frac {n!\;\mathrm {e} ^{n}}{n^{n}{\sqrt {n}}}}} (formule de Stirling) | T                    | A019727 | [2;1,1,37,4,1,1,…] ( A058293)                                        |                                                   |
|         | 3,275 822        | Constante de Lévy                      |           | γ                     | eπ2/(12 ln 2) |                      | A086702 | [3;3,1,1,1,2,29,…] ( A086703)                                        | 1936                                              |
|         | 23,140 692       | Constante de Gelfond                   |           | eπ                    | (–1)–i | T                    | A039661 | [23;7,9,3,1,1,591,…] ( A058287]                                      | 1929                                              |
| TN      | 2,685 452        | Constante de Khintchine                |           | K0                    | {\displaystyle \prod _{n=1}^{\infty }\left({1+{1 \over n(n+2)}}\right)^{\log _{2}n}} | ?                    | A002210 | [2;1,2,5,1,1,2,1,1,3,10,2,1,3,2,24,1,3,2,…]                          | 1934                                              |

## Autres constantes
| Domaine | Valeur approchée             | Nom                           | Symbole               | Formule                                           | Nature | OEIS    | Fraction continue                                                      | Année                        |
| ------- | ---------------------------- | ----------------------------- | --------------------- | ------------------------------------------------- | ------ | ------- | ---------------------------------------------------------------------- | ---------------------------- |
| G       | −1                           | Moins un                      | −1                    |                                                   | R      |         | [−1;]                                                                  | Vers le IIIe siècle en Chine |
| TN      | 0 ≤ Λ ≤ 0,2 (prouvé en 2020) | Constante de De Bruijn-Newman | Λ                     | "Λ = 0" équivaut à l'hypothèse de Riemann.        |        |         |                                                                        | Vers 1950                    |
| G       | Unité imaginaire             |                               | i (ou j, en physique) |                                                   | C, A   |         |                                                                        | XVIe siècle                  |
|         | –4,227 453                   | Digamma(1/4)                  | ψ(1/4)                | {\displaystyle -\gamma -{\frac {\pi }{2}}-3\ln 2} |        | A020777 | [–5;1,3,2,1,1,10,1,5,9,11,1,22,1,1,14,1,2,1,4,…][pertinence contestée] |                              |

### MathWorld
1. ↑  (en) Eric W. Weisstein, « Carefree Couple », sur MathWorld.
2. ↑  (en) Eric W. Weisstein, « Renyi's Parking Constants », sur MathWorld.
3. ↑  (en) Eric W. Weisstein, « Gompertz Constant », sur MathWorld.
4. ↑  (en) Eric W. Weisstein, « Alladi-Grinstead Constant », sur MathWorld.
5. ↑  (en) Eric W. Weisstein, « Golomb-Dickman Constant Continued Fraction », sur MathWorld.
6. ↑  (en) Eric W. Weisstein, « Weierstras's Constant », sur MathWorld.
7. ↑  (en) Eric W. Weisstein, « Continued Fraction Constants », sur MathWorld.
8. ↑  (en) Eric W. Weisstein, « Goh-Schmutz Constant », sur MathWorld.
9. ↑  (en) Eric W. Weisstein, « Khinchin Harmonic Mean », sur MathWorld.
10. ↑  (en) Eric W. Weisstein, « Porter's Constant », sur MathWorld.
11. ↑  (en) Eric W. Weisstein, « Glaisher-Kinkelin Constant Digits », sur MathWorld.
12. ↑  (en) Eric W. Weisstein, « Glaisher-Kinkelin Constant Continued Fraction », sur MathWorld.
13. ↑  (en) Eric W. Weisstein, « Lieb's Square Ice Constant », sur MathWorld.
14. ↑  (en) Eric W. Weisstein, « Steiner's Problem », sur MathWorld.
15. ↑  (en) Eric W. Weisstein, « Beraha Constants », sur MathWorld.
16. ↑  (en) Eric W. Weisstein, « Murata's Constant », sur MathWorld.
17. ↑  (en) Eric W. Weisstein, « Khinchin's Constant Continued Fraction », sur MathWorld.